# Герб на Перу
Гербът на Перу е държавен символ на Перу. Приет е на 25 февруари 1825 г.
В центъра му е изобразен хералдически щит със златни краища. Щитът е разделен с хоризонтална линия, а горното поле от своя страна също е разполовено. В първото поле на светлосин фон е изобразена кафява викуня, символизирающа фауната на Перу. Второто поле олицетворява флората на страната и съдържа хининово дърво. В долното червено поле е изобразен златен рог на изобилието, представящ богатите природни ресурси на страната. Над щита има лавров венец, а от 2-те страни на щита има по 1 знаме на Перу и 1 щандарт.
- Първата версия на герба
(1820 – 1825)
- Втората версия на герба
(1825 – 1950)
- Модификация на втората версия, която се използва и днес
(от 1950 до настоящия момент)
- Версия на герба понякога изобразявана на флага на Перу
- Знамето на Перу
- Версия на флага с герба
- Военното знаме на Перу